# بيتر أيغن
بيتر أيغن (بالألمانية: Peter Eigen)‏ هو اقتصادي ومحامي ألماني، ولد في 11 يونيو 1938 في آوغسبورغ في ألمانيا.

## وصلات خارجية
- بيتر أيغن على موقع مونزينجر (الألمانية)